# Kludan
Kludan is een bestuurslaag in het regentschap Sidoarjo van de provincie Oost-Java, Indonesië. Kludan telt 4346 inwoners (volkstelling 2010).